# Villa d'Este (Cernobbio)
Villa d'Este, in origine Villa del Garovo (o Villa del Garrovo) è una residenza patrizia rinascimentale situata sulle rive del lago di Como nel comune di Cernobbio. Sia la villa che il parco di 10 ettari che la circonda sono stati modificati sostanzialmente rispetto alla costruzione originariamente destinata come residenza estiva per il cardinale Tolomeo Gallio. Sin dal 1873, il complesso è stato destinato ad albergo di lusso. Fa parte dei locali storici d'Italia.
Ogni anno, l'ultimo week-end di maggio, ospita il Concorso d'eleganza Villa d'Este.

## Storia e descrizione

### Da convento a hotel di lusso
Gerardo Landriani Capitani, Vescovo di Como, costruì qui un convento femminile nel 1442, presso il torrente detto Garovo (o Garrovo). Un secolo dopo, il Cardinale Tolomeo Gallio lo demolì e commissionò all'architetto Pellegrino Tibaldi la costruzione di una residenza per uso personale. La Villa del Garovo, dall'omonimo torrente, unitamente ai lussuosi giardini, fu costruita negli anni dal 1565 al 1570 e, mentre il cardinale era in vita, divenne il luogo di vacanze di politici, intellettuali ed ecclesiasti.
Alla morte di Gallio la villa fu ereditata dai familiari, i quali, durante gli anni, la lasciarono cadere in uno stato di fatiscenza. Presa in affitto da Lamberto Turri, dal 1749 al 1769 divenne un centro per esercizi spirituali dei Gesuiti; dopodiché fu prima acquistata dal conte Mario Odescalchi, indi, nel 1778 da un certo conte Ruggero Marliani, generale in forza alle truppe austriache.
Nel 1784 passò alla famiglia milanese dei Calderari, la quale la sottopose ad importanti restauri e creò un nuovo giardino all'italiana, con un imponente ninfeo ed un tempio con una statua del diciassettesimo secolo raffigurante Ercole che scaraventa Licas nel mare. Alla famiglia Calderara si deve la realizzazione di un'unica facciata, ottenuta sia dall'allargamento dei seicenteschi corpi laterali sia dall'innalzamento del portico di collegamento degli stessi. Dopo la morte del marchese Bartolomeo Calderara, la villa passò alla consorte, Vittoria Peluso, già ballerina del Teatro alla Scala, conosciuta come la Pelusina, la quale convolò in seguito a nozze con un generale napoleonico, il conte Domenico Pino. Alla Pelusina si deve la costruzione, nei giardini, di una piccola fortezza in stile neomedievale, eretta in onore del nuovo consorte; la costruzione rimanda alle fortezze di Hostalric e Gerona, conquistate dal generale durante la campagna napoleonica in Spagna.
Nel 1815 (o 1814) divenne la residenza di Carolina Amalia di Brunswick, Principessa del Galles, moglie separata del futuro re Giorgio IV, che l'acquistò da Vittoria Peluso con un rogito in cui procuratore fu Alessandro Volta; la villa venne denominata Nuova villa d'Este, in omaggio alle presunte origini estensi di Carolina, ove l'aggettivo nuova aveva lo scopo di differenziare l'edificio dall'omonima villa a Tivoli. In cinque anni di permanenza presso la villa, Carolina fece ridisegnare il parco in stile inglese, oltre a far costruire la strada che ancor'oggi conduce a Como.
Nel 1821, a seguito della morte di Carolina, la villa passò al principe Giovanni di Torlonia, il quale andò avanti nella costruzione del terzo piano.
Successivamente, la villa passò nelle mani degli Orsini. A loro subentrò Ippolito Gaetano Ciani (più noto come Gaetano Ciani), fervente antiaustriaco di simpatie napoleoniche che rese la villa un centro di irraggiamento di iniziative patriottiche. Entrato in possesso della villa nel 1833, Ciani ripristinò la sala dedicata al Bonaparte - originariamente allestita dalla Peluso ma rimossa dalla successiva proprietaria. Divenuto barone grazie a un periodo da scudiero di Eugenio di Beauharnais, e reso celebre per il suo turbolento passato da membro della "compagnia della teppa", Ciani organizzò presso la villa una grande festa in costume a cui presero parte patrioti rientrati in Italia da ogni parte del mondo. A Ciani, committente della realizzazione di una medaglia di Sant'Elena su una delle costruzioni del parco, si devono anche la costruzione di villa Malakoff (commemorativa dell'omonima battaglia) ma, soprattutto, del complesso del "Reine d'Angleterre", dedicato a Carolina Amalia di Brunswick. Questo complesso, realizzato in sostituzione di un finto villaggio fatto costruire dalla stessa principessa, dal 1856 fu operativo come stabilimento idroterapico per il pubblico (dal 1870 gestito da una società anonima) e con la successiva trasformazione dell'intera villa in un albergo di lusso divenne una dépendance dello stesso.
Dal 1868 al 1870 la villa divenne la residenza della Zarina di Russia Maria Feodorowna, che prese in affitto la villa e la riportò a nuovo splendore dopo i periodi precedenti di abbandono. Il biennio della Zarina è noto per le feste notturne accompagnate da fiaccolate e fuochi d'artificio.
Dopo tre anni di abbandono, grazie ad una iniziativa del sindaco di Milano Giulio Bellinzaghi (di casa a Cernobbio nella sua Villa Bellinzaghi) e di alcuni Senatori del Regno d'Italia (tra i quali Alessandro Besana), venne costituita la Società Villa d'Este e l'edificio fu trasformato in un albergo di lusso, attraverso una campagna di ristrutturazioni che comportò un innalzamento sia del corpo centrale (di un piano) sia di quelli laterali (di due). Prese in quel momento definitivamente il nome di Villa d'Este.

### Dal secondo dopoguerra a oggi

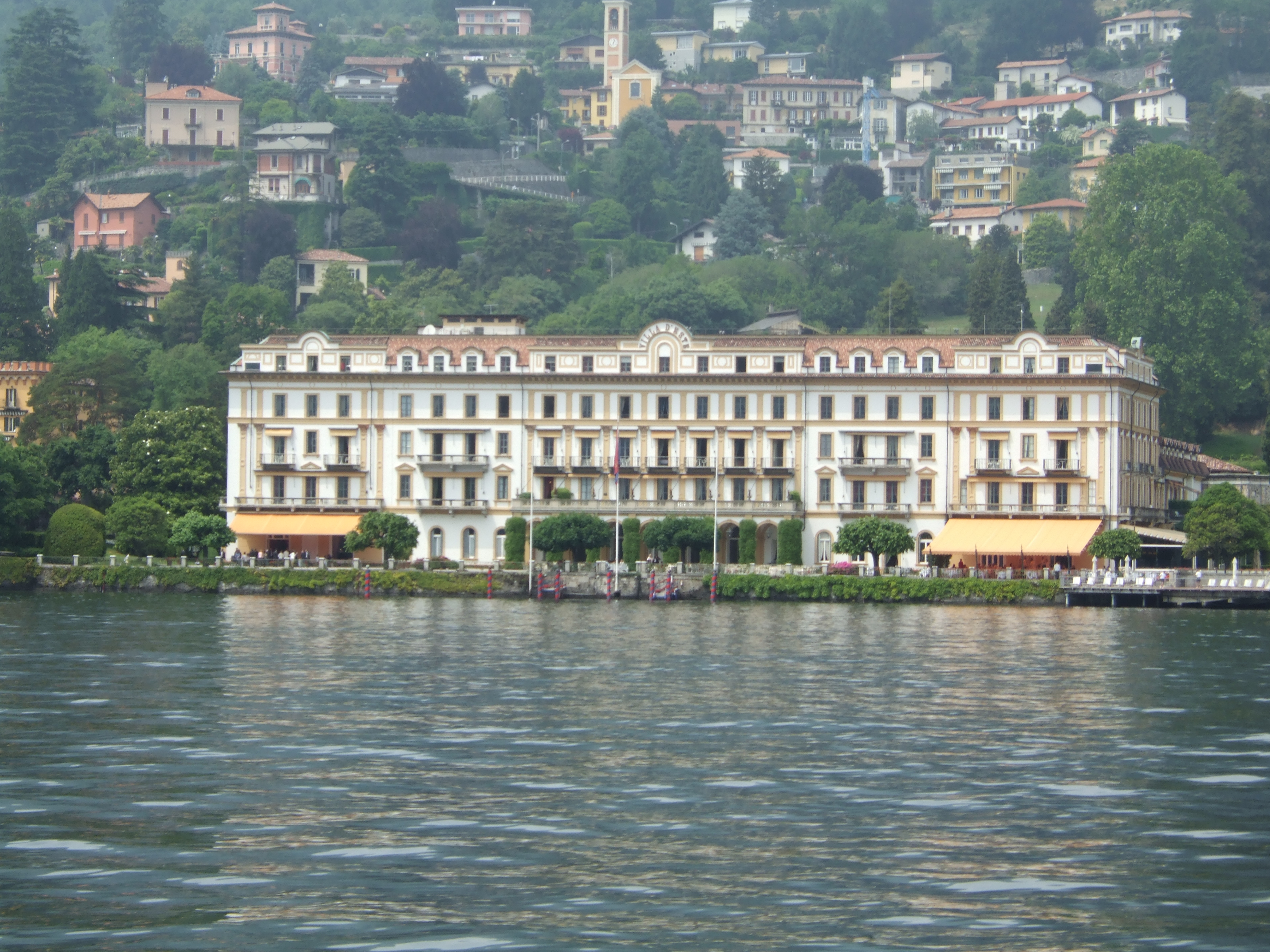
Villa d'Este a Cernobbio vista dal lago

Nel secondo dopoguerra la villa tornò ad essere un rinomato luogo di appuntamenti mondani e fu teatro del celebre delitto Bellentani o "delitto dell'ermellino" (15 settembre 1948), un fatto che ebbe grande risonanza nella stampa dell'epoca: la contessa Pia Bellentani uccise, nel corso di una festa nei lussuosi locali, il suo amante Carlo Sacchi, coprendo la pistola con la sua stola di ermellino. Tentò subito dopo di uccidersi ma la pistola si inceppò: per l'omicidio venne condannata a soli dieci anni di reclusione, ridotti poi a sette, grazie all'attenuante dell'infermità mentale.
L'omonima società che gestisce l'albergo ha superato ampiamente i cento anni di vita per anni quotata al borsino o al terzo mercato, e poi sul mercato telematici Temex.
Villa d'Este è oggi un albergo destinato alla clientela più facoltosa ed è inoltre meta di turismo congressuale di alto livello. Presso l'albergo si tiene annualmente dal 1975 il Forum Ambrosetti, vertice di rilievo internazionale sui temi della politica, della finanza e dell'industria. Sin dal 1928, tutti gli anni, nel mese di maggio, nei giardini della villa si svolge il rinomato concorso per veicoli d'epoca: il Concorso d'eleganza Villa d'Este. Fra il 1949 ed il 1952 l'Alfa Romeo produsse, su disegno di Carlo Felice Bianchi Anderloni, trentasei esemplari di Alfa Romeo 6C 2500 SS Villa d'Este per rendere omaggio al concorso d'eleganza.
Tra il 2 e il 4 aprile 1965 ebbe luogo la riunione del Gruppo Bilderberg, poi ripetutasi fra il 24 e il 26 aprile 1987.
Di fronte alla villa, nel 1966 venne costruita una piscina galleggiante, adagiata sulle acque del lago.
L'albergo, al cui interno trovano posto opere d'arte come Scene campestri di Rosa da Tivoli e Incoronazione di Psiche di scuola canoviana, nel 2008 fu nominato dalla rivista statunitense Travel + Leisure il 15º miglior hotel in Europa e il 69º miglior hotel nel mondo; nel giugno 2009, la rivista Forbes ha eletto Villa d'Este il miglior hotel del mondo.

### Il giardino
Il giardino presentava originariamente un'impostazione cinquecentesca di cui oggi rimane bene poco. Le uniche testimonianze sono il celebre ninfeo risalente alla prima metà del seicento, decorato a mosaico con ciottoli policromi, in stile barocco romano. Il ninfeo costituisce l'ingresso e la base del viale di Ercole, che comprende una scalinata con una doppia catena d'acqua che percorre i giardini fino alla statua di Ercole e Lica (stucco risalente al XVII secolo), da cui il nome. In origine, in parallelo al viale crescevano dei cipressi oggi in parte sostituiti da allori, magnolie.
Un intervento importante venne realizzato da Vittoria Peluso che fece realizzare, nella zona alta dei giardini, ad est del viale di cipressi nei giardini, le scenografie oggi ancora visibili in forma di fortificazioni contornate in un parco all'inglese con sentieri, ponti e boscaglie.
Nel 1913 il giardino venne dichiarato monumento nazionale.
La parte inferiore dei giardini comprende ampi parti e bossi scolpiti, mentre il resto dei giardini è caratterizzato da abeti rossi, magnolie, cipressi e un grande platano.
Nel 2004 fu inaugurato il Giardino dello Chef, un orto botanico ideato sulla base del Jardin Potager.

## Apparizioni televisive e cinematografiche
- Nel 1925 Alfred Hitchcock girò il suo film Il labirinto delle passioni nelle premesse dell'albergo.[23]
- Nel 1962 Guido Guerrasio girò la scena finale del suo film Dal sabato al lunedì.[24]
- Nel 2008 Richard Eyre vi girò la scena risolutiva del suo film L'ombra del sospetto.[25]